# Ulrike Königsberger-Ludwig

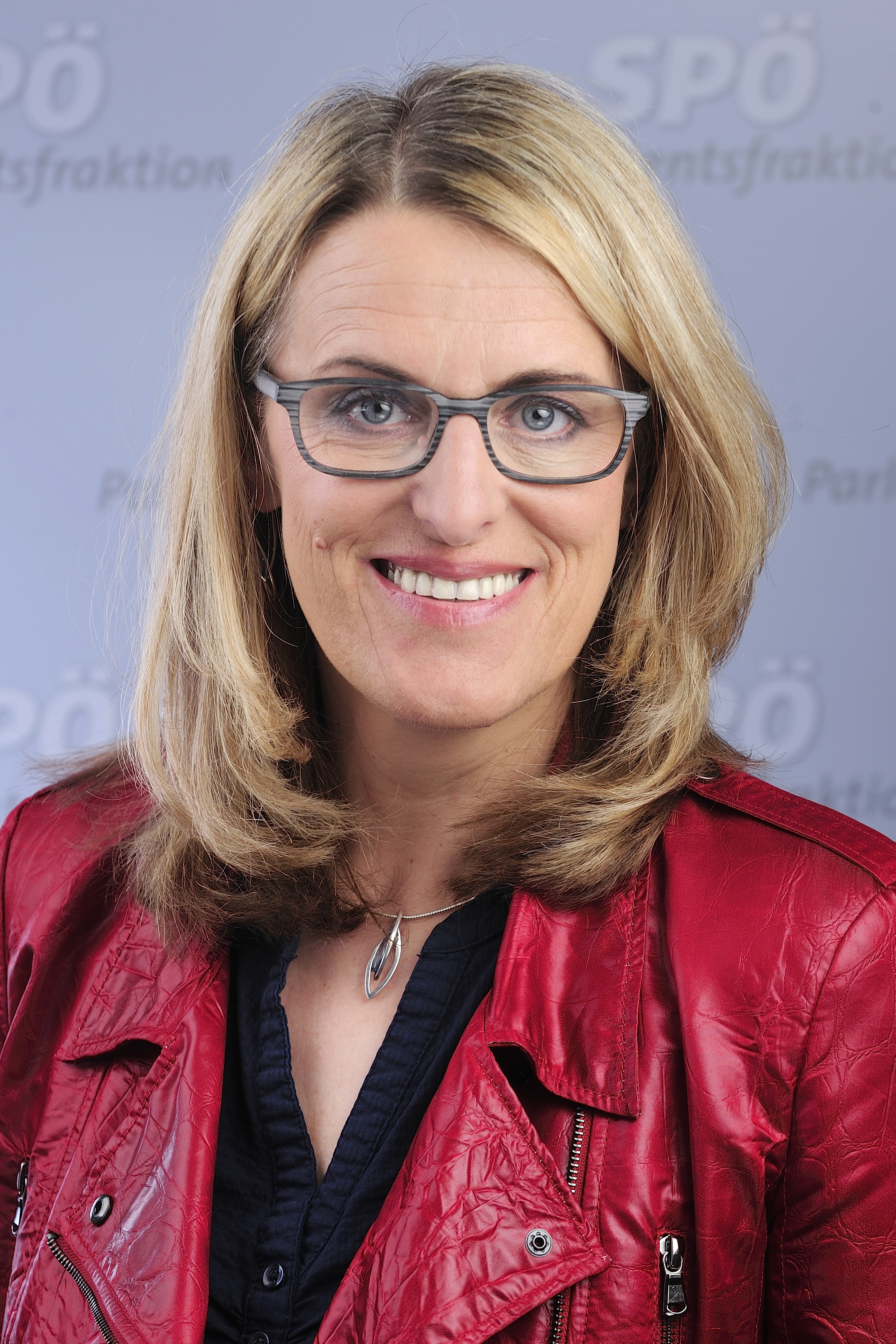
Ulrike Königsberger-Ludwig 2014

Ulrike Königsberger-Ludwig (* 12. Mai 1965 in Linz) ist eine österreichische Politikerin (SPÖ) und seit dem 3. März 2025 Staatssekretärin für Gesundheit im Bundesministerium für Arbeit, Soziales, Gesundheit, Pflege und Konsumentenschutz unter der Leitung von Korinna Schumann (ebenfalls SPÖ). Von März 2018 bis März 2025 war sie Landesrätin in der Niederösterreichischen Landesregierung (Mikl-Leitner II und Mikl-Leitner III), verantwortlich für Gesundheit, soziale Verwaltung einschließlich Kinder- und Jugendhilfe (früher Jugendamt), Gleichbehandlung, Gleichstellung und Rettungswesen. Von 2002 bis 2018 war sie Abgeordnete zum Nationalrat.

## Ausbildung und Beruf
Königsberger-Ludwig besuchte von 1971 bis 1975 die Volksschule Gresten und im Anschluss bis 1979 die Hauptschule Gresten. 1979 wechselte sie an das Bundesoberstufenrealgymnasium Scheibbs, an dem sie 1983 die Matura ablegte.
Königsberger-Ludwig arbeitete von 1985 bis 1986 als Kassierin und Verkäuferin bei der Firma Bipa und war danach von 1989 bis 1991 im Einkauf bei der Firma Kone-Sowitsch und von 1988 bis 1989 Sachbearbeiterin bei IBM Süd West Informationstechnik tätig. Von 1991 bis 1992 wechselte sie als Vertragsbedienstete zum Gemeindeamt Gresten und war gleichzeitig zwischen 1991 und 1994 Prokuristin bei Bemo Betriebsmontagen. Von 1995 bis 1996 war sie beim Gemeindeverband für Umweltschutz in der Buchhaltung tätig, zwischen 1996 und 1997 war sie Sekretärin beim Bürgermeister der Stadtgemeinde Amstetten. Danach war sie von 1997 bis 2002 Abteilungsleiterin und Geschäftsführerin beim Verein Frau und Arbeit.

## Politik
Ulrike Königsberger-Ludwig war von 1998 bis 2011 Sektionsvorsitzende der SPÖ Amstetten (Sektionen Süd bzw. Süd-Ost). Sie wurde im Jahr 2000 zur Stadträtin der Stadtgemeinde Amstetten gewählt, wo sie den Bereich Kultur innehat – seit 2010 zusätzlich den Bereich Jugend. Am 11. Oktober 2011 wurde sie zur Vizebürgermeisterin der Stadt Amstetten gewählt.
Seit 2000 ist Königsberger-Ludwig Stadtparteivorsitzender-Stellvertreterin der SPÖ Amstetten und wurde 2003 zur Bezirksparteivorsitzender-Stellvertreterin der SPÖ Amstetten gewählt. Seit März 2009 ist Ulrike Königsberger-Ludwig Bezirksparteivorsitzende der SPÖ Bezirk Amstetten. Von 2003 bis 2009 war sie zudem Bezirksfrauenvorsitzende – seit Mai 2009 ist sie Stellvertreterin.
Ulrike Königsberger-Ludwig wurde am 20. Dezember 2002 in den österreichischen Nationalrat gewählt. Seither ist die Abgeordnete Mitglied im Bundesvorstand der SPÖ-Frauen sowie im Vorstand der SPÖ Landesfrauen und des Landesparteivorstandes der SPÖ Niederösterreich. Sie war Behindertensprecherin der SPÖ im Nationalrat.
Seit 19. März 2008 ist Ulrike Königsberger-Ludwig die Vorsitzende des Regionalvereines der Volkshilfe Amstetten.
Nach dem Wechsel in die Landesregierung Mikl-Leitner II als Landesrätin für die Bereich Gesundheit, Soziales und Jugendwohlfahrt im März 2018 folgte ihr Renate Gruber im Nationalrat nach.
Nach ihrem Wechsel in die Bundesregierung Stocker als Staatssekretärin für Gesundheit im Bundesministerium für Arbeit, Soziales, Gesundheit, Pflege und Konsumentenschutz im März 2025 folgte ihr Eva Prischl als Gesundheitslandesrätin in der Landesregierung Mikl-Leitner III nach.

## Privates
Königsberger-Ludwig ist in zweiter Ehe verheiratet und hat zwei Söhne.